# Acacia schlechteri
Senegalia schlechteri là một loài rau đậu thuộc họ Fabaceae.
Loài này chỉ có ở Mozambique.